# HMS Archer (D78)
HMS Archer (D78) là một tàu sân bay hộ tống thuộc lớp  Long Island được chế tạo tại Hoa Kỳ trong những năm 1939–1940 và được Hải quân Hoàng gia Anh Quốc trong Chiến tranh Thế giới thứ hai. Nó được chế tạo như là tàu chở hàng Mormancland, nhưng được cải biến thành một tàu sân bay hộ tống và được đổi tên thành HMS Archer. Việc cải biến nó gây ra những trục trặc thường xuyên khiến nó phải được rút khỏi những hoạt động trên tuyến đầu. Nó được sử dụng như một tàu tiếp vận, và rồi như một tàu nghỉ ngơi, trước khi được tái trang bị và hoạt động như một tàu buôn vận chuyển máy bay Empire Lagan.
Sau chiến tranh nó được hoàn trả cho Hải quân Hoa Kỳ dưới tên gọi Archer trước khi được bán cho tư nhân và được cải tạo thành một tàu biển chở hành khách, Anna Salén. Nó được sử dụng để chở người dân di cư đến Australia và Canada vào đầu những năm 1950. Nó được bán và đổi tên thành Tasmania, và sau các hoạt động chở hành khách khác, nó được cải biến trở lại thành tàu chở hàng. Sau đó nó lại được bán và đổi tên thành Union Reliance. Nó bị tháo dỡ sau một tai nạn va chạm và hỏa hoạn tại Texas vào năm 1961.

## Thiết kế
Hệ thống động lực của nó bao gồm bốn động cơ diesel 7 xy-lanh, kích cỡ 520 mm đường kính và 690 mm hành trình (20½ × 27 inch); dẫn động một trục chân vịt duy nhất thông qua hộp ghép điện-từ và hộp số giảm tốc. Động cơ được chế tạo bởi hãng Busch-Sulzer Brothers Diesel Engine Co. tại St Louis, Missouri; mỗi chiếc sản sinh công suất 2.060 mã lực. Đối với HMS Archer, nó có tầm xa hoạt động 26.900 km (14.550 hải lý) ở tốc độ 18,5 km/h (10 knot).

## Lịch sử hoạt động

### Mormacland
Mormacland được đặt lườn như một tàu chở hàng C3M  vào ngày 1 tháng 8 năm 1939 theo một hợp đồng với Ủy ban Hàng hải Hoa Kỳ (ký hiệu lườn 46) bởi hãng Sun Shipbuilding and Drydock Company tại Chester, Pennsylvania với ký hiệu xưởng tàu 184. Nó được hạ thủy vào ngày 14 tháng 12 năm 1939 và hoàn tất vào ngày 24 tháng 4 năm 1940.
Mormacland có tải trọng hữu dụng 7.889 GRT. Nó được hãng Moore-McCormack Lines Inc. đưa vào hoạt động, và đặt cảng nhà tại New York, cho đến ngày 6 tháng 3 năm 1941 khi nó được Hải quân Hoa Kỳ trưng dụng và gửi đến xưởng đóng tàu của hãng Newport News Shipbuilding & Drydock Co tại Newport News thuộc Virginia để cải biến thành một tàu sân bay hộ tống.

### USSArcher
Công việc cải biến bao gồm bổ sung một sàn đáp nhẹ bằng gỗ bên trên một khung giàn bên trên con tàu, che phủ khoảng 70% chiều dài con tàu. Sàn đáp được phục vụ bởi một thang nâng đặt phía sau nơi bố trí hầm chứa máy bay. Công việc cải biến hoàn tất vào ngày 15 tháng 11 năm 1941. Nó được đưa vào hoạt động dưới tên gọi USS Archer, mang ký hiệu lườn BAVG-1 trước khi được chuyển sang phục vụ cùng Hải quân Hoàng gia Anh.
Archer là một tàu chị em với chiếc Long Island (CVE-1). Giống như Long Island, Archer không có đảo cấu trúc thượng tầng; cầu tàu nguyên thủy của nó được giữ lại và mở rộng sang hai bên mạn để cải thiện tầm nhìn. Ống khói của nó được thay thế bằng hai ống thoát từ động cơ diesel ra hai bên sàn đáp. Các động cơ diesel Busch-Sulzer của nó đôi khi tạo ra nhiều khói đen đến mức máy bay hạ cánh không thể trông thấy người dẫn đường hay sàn đáp.
USS Archer không có vỏ giáp, mặc dù nó được trang bị ba khẩu pháo 102 mm (4 inch) và các bệ dành cho 4 khẩu 20 mm nòng đôi và 7 súng máy 20 mm nòng đơn. Nó có một máy phóng thủy lực, 9 dây hãm và 3 rào chắn. Sàn đáp của nó ở độ cao 15,8 m (52 ft) so với mực nước.
Archer trở thành chiếc đầu tiên trong tổng số 38 tàu sân bay hộ tống Hoa Kỳ cải biến từ Kiểu C3 được chuyển cho Anh Quốc trong giai đoạn 1941-1944, và là một trong số năm chiếc gắn động cơ diesel, trong khi số còn lại được trang bị động cơ turbine hộp số. Không giống những chiếc khác, Archer được trang bị bốn động cơ diesel thay vì hai.

### HMSArcher
Hai ngày sau khi công việc cải biến hoàn tất, USS Archer được chuyển cho Hải quân Hoàng gia Anh và được đưa vào phục vụ như một phần của Chương trình Cho thuê-Cho mượn. Ngày 23 tháng 12 năm 1941, ba chiếc Grumman F4F Wildcat của Hải quân Hoa Kỳ hạ cánh trên Archer để thử nghiệm máy gia tốc phóng. Máy gia tốc vận hành bằng thuốc phóng đã bị tịt, làm chiếc máy bay đầu tiên bị rơi xuống biển do không đạt đến tốc độ cất cánh cần thiết. Hai chiếc máy bay còn lại được phóng thành công. HMS Archer đi vào xưởng hải quân Philadelphia vào ngày 24 tháng 12 năm 1941 để sửa chữa máy phóng, vốn bị hư hại bởi việc thuốc phóng tịt ngòi. Ngày 2 tháng 1 năm 1942, Archer hoàn tất việc chạy thử máy. Ngày 9 tháng 1, nó xuôi dòng sông Delaware hướng đến Norfolk, Virginia nơi nó nhận máy bay lên tàu để vận chuyển sang Anh Quốc. La bàn hồi chuyển của nó bị hỏng gần đảo Goose, rồi sau đó động cơ của nó phát sinh những trục trặc. Sau khi được sửa chữa, nó đi đến Norfolk, và vào ngày 12 tháng 1 nó nhận lên tàu mười một chiếc máy bay tiêm kích Martlet Mark I.
HMS Archer rời Norfolk vào ngày 13 tháng 1, nhưng nhanh chóng gặp trục trặc ở hệ thống lái và la bàn hồi chuyển lại bị hỏng, Nó được sửa chữa và cho hướng đến Kingston thuộc Jamaica. Cuối ngày hôm đó, Archer va chạm với chiếc tàu Mỹ mang cờ Peru SS Brazos tải trọng 4.497 GRT ở khoảng 370 km (200 hải lý) về phía Đông Charleston, Nam Carolina(32°54′B 74°14′T / 32,9°B 74,233°T). Archer bị hư hại mũi tàu, và sau đó bị chúi mũi 5° sau khi hư hỏng và việc ngập nước được kiểm soát. Cả hai con tàu đều bị chết đứng giữa biển. 35 thành viên thủy thủ đoàn của Brazos được chuyển sang Archer trên những bè cứu sinh của chính họ, và Brazos chìm vào ngày 14 tháng 1. Thuyền trưởng của Archer gọi điện yêu cầu trợ giúp, và vào lúc bình minh bắt đầu di chuyển hướng vào bờ, nhưng do phân nửa chân vịt của nó ở bên trên mặt nước, việc di chuyển hết sức chậm chạp. Vào ngày 16 tháng 1, nó gặp gỡ chiếc tàu kéo Tallapoosa của Lực lượng Tuần duyên nhưng đã thất bại không thể kéo Archer. Người ta quyết định Archer sẽ tiếp tục di chuyển bằng động lực của chính nó cho đến khi một tàu kéo mạnh hơn có thể trợ giúp nó. Ngày 17 tháng 1, USS Cherokee  tiếp cận và kéo nó về Charleston, đến nơi vào ngày 21 tháng 1. Nó vào ụ tàu ngày 28 tháng 1 để sửa chữa, và phải mất sáu tuần để hoàn tất.
Ngày 7 tháng 3 năm 1942, Archer nhận lên tàu 12 chiếc Martlet để chuyển cho tàu sân bay Illustrious cùng bốn chiếc Fairey Swordfish của chính nó thuộc Phi đội Không lực Hải quân 834 bay đến từ Jamaica. Nó lên đường vào ngày 18 tháng 3 hướng đến San Juan, Puerto Rico cùng với tàu tuần dương Devonshire và hai tàu khu trục như một phần của đoàn tàu vận tải AS 2. Vào ngày 22 tháng 3 Archer một lần nữa gặp trục trặc với hệ thống lái. Nó ghé vào San Juan ngày 23 tháng 3 rồi gia nhập trở lại đoàn tàu vận tải vào ngày 24 tháng 3. Các cuộc tuần tra chống tàu ngầm được thực hiện mà không phát hiện đối phương, nhưng một chiếc Swordfish bị hư hại nặng vào ngày 30 tháng 3 khi nó bị mất móc đuôi và đâm vào các rào chắn. Mặc dù động cơ và la bàn hồi chuyển của nó tiếp tục có những sự cố, nó đi đến Freetown thuộc Sierra Leone vào ngày 3 tháng 4. Đến ngày 9 tháng 4, mười hai chiếc Martlet mới nguyên của Archer được chuyển cho Illustrious và nó nhận lại hai chiếc Martlet từ Illustrious.
Vào ngày 15 tháng 6 năm 1942, một trong những chiếc Swordfish của nó là máy bay đầu tiên hạ cánh trên đảo Ascension. Đội bay đang tìm kiếm những người còn sống sót của chiếc SS Lyle Park vốn bị tàu ngầm Đức U-752 đánh chìm. Họ đã hạ cánh tại đây nhằm chuyển một thông điệp của Bộ Hải quân.
Hệ thống động lực của Archer tiếp tục gây ra những vấn đề, đặc biệt là đối với bộ ly hợp điện-từ. Nếu ly hợp bị tách ra, động cơ sẽ quay với tốc độ cực nhanh, buộc phải ngừng động cơ để sửa chữa. Điều này là một trở ngại lớn nếu như đang cho máy bay cất cánh hoặc có tàu ngầm đối phương ở gần. Vào ngày 26 tháng 6, Archer rời Freetown hướng đến Bermuda, nơi nó được sửa chữa. Công việc bắt đầu vào ngày 15 tháng 7 và mất khoảng 14 tuần để hoàn tất. Sau đó Archer đi đến New York nơi nó gia nhập đoàn tàu vận tải UGS 2 để rời New York vào ngày 2 tháng 11 hướng đến Casablanca, Morocco. Nó chuyển 30 máy bay Curtiss P-40 Warhawk và nhân sự Mỹ đến Casablanca. Sau đó nó lên đường đi Gibraltar gia nhập đoàn tàu vận tải MKF 3, và rời Gibraltar vào ngày 27 tháng 11. Khi Archer về đến Anh Quốc, nó được gửi đến Liverpool cho một đợt tái trang bị bắt đầu từ ngày 4 tháng 12, khi mà sàn đáp của nó được kéo dài thêm.
Ngày 19 tháng 2 năm 1943, Archer nhận lên tàu chín chiếc Martlet V thuộc Phi đội Không lực Hải quân 892, và vào ngày 28 tháng 2 nhận thêm chín chiếc Swordfish Mk II thuộc Phi đội Không lực Hải quân 819. Nó được Vua George VI thị sát vào ngày hôm sau, và rồi được gửi đến các xưởng tàu tại Clyde và tại Belfast để được chỉnh sửa. Vào đầu tháng 5, Archer gia nhập Đội Hộ tống 4 ngoài khơi Iceland cho các hoạt động hộ tống đoàn tàu vận tải. Nó gia nhập đoàn tàu vận tải ONS 6 vào ngày 9 tháng 5 và đoàn tàu ON 182 vào ngày 12 tháng 5, và tách khỏi các đoàn tàu vận tải vào ngày 14 tháng 5. Đến ngày 21 tháng 5 nó gia nhập đoàn tàu vận tải HX 239. Vào ngày 23 tháng 5, một chiếca Swordfish II thuộc phi đội 819 đã đánh chìm tàu ngầm U-752 bằng Rocket Spear, một loại vũ khí mới, tại tọa độ 51°48′B 29°32′T / 51,8°B 29,533°T. Mười ba người còn sống sót được chiếc HMS Escapade bắt làm tù binh chiến tranh. U-752 trở thành chiếc U-boat Đức đầu tiên bị đánh chìm bởi rocket và chỉ là chiếc thứ hai bị đánh chìm bởi máy bay xuất phát từ một tàu sân bay hộ tống. Archer tách khỏi đoàn tàu vận tải HX 239 vào ngày 24 tháng 5. Sau đó nó gia nhập đoàn tàu vận tải KMS 18B vào ngày 26 tháng 6 và tách ra vào ngày 3 tháng 7. Sau đó nó được cho rút khỏi Đội Hộ tống 4 để tham gia các cuộc tập trận trong biển Irish, rồi được gửi đến vịnh Biscay đảm nhiệm vai trò tuần tra chống tàu ngầm, nhưng được cho rút khỏi nhiệm vụ này sau một tuần do vắng bóng những chiếc U-boat và cũng do những hư hỏng của chính nó vừa được phát hiện. Nó đi đến Devonport vào ngày 27 tháng 7 và công việc bảo trì được tiến hành vào ngày hôm sau. Sau đó Archer hướng đến Clyde để sửa chữa động cơ, đến nơi vào ngày 3 tháng 8.
Người ta khám phá ra Archer mắc phải nhiều khiếm khuyết rộng rãi, và nó được cho ngừng hoạt động vào ngày 6 tháng 11 năm 1943, được sử dụng như một tàu dự trữ tiếp liệu tại Gare Loch. Đến tháng 3 năm 1944, Archer được cho kéo đến Loch Alsh nơi nó được sử dụng như một tàu nghỉ ngơi cho đến tháng 8 khi nó được gửi đến Belfast để sửa chữa nhằm cho phép nó có thể hoạt động như một tàu vận chuyển máy bay. Công việc sửa chữa kéo dài bảy tháng rưỡi.

### Empire Lagan
Sau khi hoàn tất việc sửa chữa vào ngày 15 tháng 3 năm 1945, HMS Archer được chuyển cho Bộ Vận tải Chiến tranh và được đặt lại tên là Empire Lagan. Nó được sử dụng vào việc vận chuyển máy bay sang Anh Quốc. Hoạt động dưới sự quản lý của hãng tàu Blue Funnel Line và sau đó là A Holt & Co., Empire Lagan đăng ký cảng nhà tại London. Empire Lagan thực hiện chuyến đi đến Hoa Kỳ trong thành phần đoàn tàu vận tải UC 69, vốn đã rời Liverpool vào ngày 24 tháng 5 năm 1945 và đi đến New York vào ngày 3 tháng 6 năm 1945. Sau đó nó lên đường đi đến Norfolk, Virginia.

### Archer
Ngày 9 tháng 1 năm 1946, Empire Lagan được hoàn trả cho Hải quân Mỹ và được đặt lại tên là USS Archer. Nó được rút khỏi danh sách Đăng bạ Hải quân Hoa Kỳ vào ngày 26 tháng 2 năm 1946. MV Archer bị cho bỏ không tại Norfolk, Virginia, cho đến ngày 30 tháng 9 năm 1947 khi nó được bán cho J F Luley tại New York để hoạt động thương mại.

### Anna Salén
Archer được mua lại bởi Sven Salén tại Stockholm và được đăng ký dưới quyền sở hữu của hãng Rederi Pulp AB. Nó được đổi tên thành Anna Salén và được cải biến thành một tàu chở hành khách, khi cấu trúc thượng tầng được mở rộng từ sàn tàu trước cho đến đuôi tàu. Trên tàu có đủ chỗ cho 600 hành khách trên một hạng duy nhất, và cảng nhà của nó là Stockholm. Sau khi được cải tạo Anna Salén có tải trọng 11.672 GRT, và được sử dụng trên các tuyến đường biển từ Châu Âu đến Australia và Canada. Chuyến đi đầu tiên như một tàu chở khách là từ Naples, Ý đến Melbourne và Sydney. Trong chuyến đi thứ ba, Anna Salén gặp trục trặc trong Ấn Độ Dương và phải cố gắng để ghé vào Aden. Sau khi hoàn tất việc sửa chữa, Anna Salén lại tiếp tục phục vụ. Chuyến đi tiếp theo được bắt đầu vào ngày 27 tháng 11 năm 1950, khi Anna Salén rời Bremerhaven hướng sang Australia. Trong cuộc hành trình này, một trong số những người di dân, Herr Gustav Kovaks, đã thực hiện một cuốn phim về cuộc hành trình. Cuốn phim được trình chiếu rộng rãi tại Đức để cung cấp cho người xem một cái nhìn về cách mà công việc di dân được tiến hành. Anna Salén đi đến Fremantle vào ngày 31 tháng 12 năm 1950 và lên đường hướng đến Melbourne cuối ngày hôm đó. Do nhận thức được rằng nó không thể đến được Melbourne trước năm mới, nên vì những lý do chính trị Anna Salén được lệnh quay trở lại Fremantle nơi tất cả 1.522 hành khách được đưa lên bờ. Trong chuyến đi tiếp theo, nó rời Bremen, Tây Đức vào ngày 2 tháng 7 năm 1953 để thực hiện một chuyến đi khứ hồi đến Quebec, Canada; chuyến đi kéo dài mất bảy ngày. Từ đầu cho đến giữa 1950, Anna Salén được sử dụng để đi lại giữa châu Âu, Sài Gòn và Australia. Vào ngày 26 tháng 12 năm 1951, Anna Salén gặp gỡ chiếc tàu buôn duyên hải Canada SS Mayfall đang phát tín hiệu cầu cứu. Chiếc tàu buôn gặp phải thời tiết xấu và bị hết nhiên liệu. Anna Salén đã kéo chiếc Mayfall đến St Johns rồi tiếp tục hành trình của mình đến Halifax. Vào ngày 13 tháng 8 năm 1952, Anna Salén va chạm với chiếc tàu đánh cá voi Na Uy SS Thorshovdi tải trọng 18.369 GRT tại cửa sông Pentland. Nó phải ghé vào Lyness với mũi tàu bị hư hại. Nó được bán vào năm 1955 cho một thương buôn Hy Lạp.

### Tasmania
Anna Salén được hãng Compagnia Navigazione Tasmania SA, tại Piraeus mua lại và đặt lại tên là Tasmania. Nó được đặt dưới quyền quản lý của hãng tàu Hellenic Mediterranean Lines và được sử dụng trên các tuyến đường giữa các cảng Pháp và Australia, cũng như trên tuyến Piraeus - Melbourne thuộc hãng Hellenic Mediterranean Lines. Đến năm 1958, nó được cải biến thành một tàu chở hàng tải trọng 7.638 GRT. Nó được bán cho một thương nhân Đài Loan vào năm 1961.

### Union Reliance
Tasmania được hãng tàu China Union Lines tại Đài Bắc mua lại, và được đổi tên thành Union Reliance, được sử dụng trên các tuyến đường giữa Đài Loan và Hoa Kỳ. Vào ngày 7 tháng 11 năm 1961, nó va chạm với tàu chở dầu Na Uy tải trọng 9.003 GRT tại Houston Ship Channel. Do hậu quả của vụ va chạm, Union Reliance bốc cháy và mắc cạn. Mười hai người trên chiếc Berea thiệt mạng trong vụ va chạm và đám cháy sau đó. Union Reliance bị chủ sở hữu từ bỏ. Xác tàu đắm được dời đi vào ngày 9 tháng 11 bởi giới chức Hoa Kỳ có thẩm quyền và được kéo đến Galveston, Texas. China Union Lines từ chối thanh toán chi phí trục vớt, và đã nộp đơn tại tòa án xin miễn trừ trách nhiệm. Tòa án đã phán quyết bán đấu giá Union Reliance và hàng hóa của nó để thanh toán chi phí phát sinh trong việc trục vớt. Ngày 12 tháng 1 năm 1962, Union Reliance được bán với giá 190.100 Đô-la để tháo dỡ. Nó được tháo dỡ tại New Orleans trong tháng 3 năm 1962.